# 蔡璋 (速记工作者)
蔡璋（1873年—1958年），字子英。福建漳州龙溪（今漳州市龙海市）人。《传音快字》作者蔡锡勇第六子，著有中国最早的速记学著作《中国速记学》。
1903年，蔡璋前往日本留学，研究了日本和美国的速记术（如熊崎健一郎、艾萨克·皮特曼等人），对其父蔡锡勇的《传音快字》增删修改后，出版了《中国速记学》。后任清资政院一等秘书兼速记科长、总教习，培养了速记生200余人，历主立法机关速记之事，并在十余年中共教授过2000余名学生，是中国速记学的渊源。还主持了京师速记学堂，民国初年历届议会的速记工作均由其学生担任。
1913年，任读音统一会会员，并著有《音标简字》。该年，由铨叙局局长许宝蘅上报，请授蔡璋四等嘉禾章。1922年授蔡璋二等大绶嘉禾章。
另与其父合著有《连环账谱》，于1905年出版，是中国第一部介绍西式簿记的专著。